# 4-chloor-3-methylfenol
4-chloor-3-methylfenol is een organische verbinding met als brutoformule C7H7ClO. De stof komt voor als witte tot lichtroze wateraantrekkende kristallen of als kristallijn poeder. De stof wordt gebruikt, in combinatie met 2-fenylfenol en 4-chloor-2-benzylfenol, als antisepticum.

## Toxicologie en veiligheid
De stof ontleedt bij verbranding met vorming van giftige en corrosieve dampen, onder andere chloor en fosgeen.